# 3146 Dato
3146 Dato eller 1972 KG är en asteroid i huvudbältet som upptäcktes den 17 maj 1972 av den ryska astronomen Tamara Smirnova vid Krims astrofysiska observatorium på Krim. Den har fått sitt namn efter Dato Kratsashvili.
Asteroiden har en diameter på ungefär 10 kilometer och den tillhör asteroidgruppen Klio.